# Murni Jaya
Murni Jaya is een bestuurslaag in het regentschap Tulang Bawang Barat van de provincie Lampung, Indonesië. Murni Jaya telt 3688 inwoners (volkstelling 2010).